# Doppel-Flachstahlpfosten
Der Doppel-Flachstahlpfosten ist ein Geländerpfosten und bildet das statisch tragende Element eines Geländers für die Überleitung der (Holm-)Last vom Geländer-Handlauf zur Befestigung am tragenden Element (Deckenrand, Treppe, Balkon etc.).

## Beschreibung
Aufgrund der Konstruktion durch doppelt angeordnete Flachstähle pro Pfosten wird beim Doppel-Flachstahlpfosten gegenüber dem einfachen Flachstahlpfosten eine höhere Stabilität erreicht. Um den statischen und baurechtlichen Anforderungen gerecht zu werden, kann ein Doppel-Flachstahlpfosten gegenüber dem einfachen Flachstahlpfosten mit kleineren Querschnitten konstruiert werden. Die baurechtlichen Bestimmungen sind geregelt gemäß DIN-Norm 18065, Landesbauordnung LBO und UVV (Unfallverhütungsvorschriften). Doppel-Flachstahlpfosten eignen sich für alle Nutzungsarten von Geländern bei Pfostenabständen von mehr als einem Meter. In der modernen Architektur hat sich der Doppel-Flachstahlpfosten als technisch hochwertiges Stilelement im Geländerbau etabliert.

## Herstellung
Der Doppel-Flachstahlpfosten kann sowohl auf konventionelle Art als Schweißkonstruktion hergestellt werden, als auch durch statisch bemessene Klemmverschraubung der Geländer-Füllstäbe mit dem Pfosten. Der Zuschnitt sowie die erforderlichen Bohrungen und Fräsungen können neben der Einzelbearbeitung auch mittels 5-Achs-CNC-Bearbeitungszentren in einem Arbeitsgang erfolgen. Materialien des Doppel-Flachstahlpfosten können sein: Stahl, Edelstahl oder Aluminium. Die Geländer-Füllung kann flexibel gestaltet werden aus senkrechten oder waagrechten Füllstäben, Architekturseilen, Glasscheiben (gerade oder gebogene), Lochblech u. v. m.

## Vorteile der Klemmverschraubung
Der wesentliche Vorteil eines Doppel-Flachstahlpfostens mit Klemmverschraubung liegt darin, dass die Geländer-Füllstäbe nicht mit dem Geländerpfosten verschweißt werden müssen. Die Gefahr des Schweißverzugs ist somit nicht gegeben. Zudem wird bei dieser Variante des Geländerbaus ohne nötige Schweißnähte eine höherwertige Optik erzielt. Eine eventuell vorgesehene Oberflächenbehandlung (z. B. Lackierung, Pulverbeschichtung) des Geländers kann bereits vor der Geländermontage erfolgen.
Der Aufbau des Geländers ist modular möglich, d. h. vorgefertigte Geländerelemente können vor Ort zusammengebaut werden. Aufgrund der beschriebenen Klemmverschraubung sind auch bei der Montage keine Schweißarbeiten erforderlich.